# Maʻilikākahi
Maʻilikākahi (havajski: Aliʻi Maʻilikākahi; Maʻilikukahi) bio je kralj havajskog otoka Oʻahua. Spomenut je u drevnim pojanjima kao nasljednik kralja Hake.

## Životopis
Maʻilikākahi je živio u 15. ili 16. stoljeću, ali je isto tako moguće da je rođen na kraju 14. Postoji mnogo špekulacija u svezi havajske kronologije.
Njegov otac je bio plemić zvan Kukahiaililani (lani = "nebo"), a majka mu je bila Kokalola, spomenuta u pojanju; Kukahiaililanijeva supruga ili ljubavnica. Preko oca je Maʻilikākahi bio potomak velike poglavarice Maelo od Kone.
Maʻilikākahi je naslijedio Haku, koji je ubijen te je osnovao svoju dinastiju — Hale o Maʻilikākahi.
Imao je mnogo rivala, posebno na otoku Hawaiʻi (Havaji).
Maʻilikākahija je naslijedio sin zvan Kālonaiki. Njegova majka je bila Maʻilikākahijeva supruga ili konkubina.

## Poveznice
- Maelo
- Maweke, davni Maʻilikākahijev predak s Tahitija